# Liste des présidents du Club alpin français
 (juillet 2025).
Si vous disposez d'ouvrages ou d'articles de référence ou si vous connaissez des sites web de qualité traitant du thème abordé ici, merci de compléter l'article en donnant les références utiles à sa vérifiabilité et en les liant à la section « Notes et références ».
Cet article présente la liste des présidents du Club alpin français (CAF) (depuis 2005 Fédération française des clubs alpins et de montagne (FFCAM))
- 1874 : Édouard de Billy (mort accidentellement deux jours après son élection)
- 1874 : Ernest Cézanne
- 1876 : Adolphe Joanne
- 1879 : Xavier Blanc
- 1882 : Gabriel Auguste Daubrée
- 1885 : Xavier Blanc
- 1888 : Jules Janssen
- 1891 : Abel Lemercier
- 1892 : Édouard Laferrière
- 1895 : Charles Durier
- 1898 : Ernest Caron
- 1901 : Franz Schrader
- 1904 : Ernest Caron
- 1907 : Joseph Vallot
- 1908 : Roland Bonaparte
- 1908 : Gaston Berge
- 1912 : Édouard Sauvage
- 1919 : Francisque Gabet
- 1922 : Francisque Regaud
- 1929 : Francisque Gabet
- 1931 : Jean Escarra
- 1934 : Marius Sarraz-Bournet
- 1937 : Léon Olivier
- 1945 : Yves Letort
- 1948 : Lucien Devies
- 1951 : Georges Descours
- 1954 : Maurice Herzog
- 1957 : Lucien Devies
- 1963 : Claude Maillard
- 1966 : Lucien Devies
- 1970 : Claude Maillard
- 1973 : Jean-Charles Meyer
- 1977 : Jean Zilocchi
- 1980 : Jacques Malbos
- 1983 : Claude Chassot
- 1986 : François Henrion
- 1989 : Louis Volle
- 1995 : Fernand Fontfreyde
- 1997 : André Croibier
- 2001 : Bernard Mudry
- 2009 : Georges Elzière
- 2017 : Nicolas Raynaud
- 2022 : Bénédicte Cazanave (par intérim)
- 2023 : Rémy Mullot (d)
- 2025 : Charles Van der Elst